# Cajalova celica
Cajalove celice so vretenasto oblikovane intersticijske celice, ki se nahajajo v prebavnem traktu, natančneje v notranji krožni in zunanji vzdolžni plasti gladke mišičnine od požiralnika do zadnjika. Pomembni so predvsem za nadzor krčenja prebavnega trakta oziroma peristaltiko (so t. i. spodbujevalniki (pacemakerji) črevesja). Poimenovane so po španskemu histologu Santiagu Ramón y Cajalu.

## Morfološke značilnosti
V tankem črevesu so podobne gladkomišičnim celicam. Obdane so z bazalno lamino in imajo dobro razvit endoplazemski retikulum ter intermediarne filamente, miozinski filamenti pa so odsotni. Vsebuje tudi številne mitohondrije, lipidne kapljice ter zrnca glikogena. Med sabo in z mišičnimi celicami so povezane s presledkovnimi stiki. Oživčujejo jih živčni končiči Auerbachovega živčnega pleteža.
Zaradi prisotnosti receptorja za tirozin-kinaze na površini celične membrane (plazmaleme) se jih lahko obarva z imunohistokemijskimi metodami za lažji prikaz.

## Funkcije
V prebavnem traktu je njihova osnovna funkcija uravnavanje peristaltike (ritmično krčenje gladkega mišičja prebavil). Delujejo tudi kot receptorji za raztegljivost (proprioreceptor).

## Medicinski pomen
Cajalove celice ali njihove prekurzorske celice so izvor gastrointestinalnih stromalnih tumorjev (GIST), okvare v delovanju teh celic pa prispevajo tudi k razvoju zaprtosti (obstipacije), vnetja, Hirschsprungove bolezni idr. Raziskave na živalih so tudi pokazale, da je v primeru odsotnosti Cajalovih celic občutljivost prebavnega trakta na živčna prenašalca (nevrotransmitorja) acetilholin in dušikov oksid (NO) močno zmanjšana.